# Турско националноосвободително движение в България
Турското националноосвободително движение в България е нелегална организация на български турци, противопоставяща се на т.нар. „Възродителен процес“.
Основана във Варна през юли 1985 година, тя просъществува до лятото на 1986 година, когато е разбита от Държавна сигурност, около 200 участници са арестувани, а 18 от тях са осъдени и вкарани в затвора. Според множество косвени данни в създаването на организацията активна роля играе самата Държавна сигурност. Организацията е предшественик на ДПС.
Като „неформална“ тя цели да огласи провеждащия се в България „Възродителен процес“ зад граница, провежда пропаганда и агитация сред населението по места, организира протести.
На учредителното събрание на организацията участват Сали Ахмед, Касим Дал и Неджеметин Хак и още двама души, всички от село Дръндар, един от Провадия, двама от Шуменско и единадесет от Толбухински окръг (дн. Добричка област), макар ученик включва се и Рушен Риза, за който се установи, че се е подвизавал и като агент на ДС под псевдонима „Петър“, Агент Петър, като даже впоследствие е станал началник на политическия кабинет на Мехмед Дикме.
Организацията първоначално е оглавявана от Неджметин Хак, неин идеолог е Ахмед Доган. Бъдещият лидер на ДПС по това време е агент на Държавна сигурност.. Той ѝ налага своята концепсия за ненасилствени форми на борба и разграничаване от тероризма. В изготвената от Ахмед Доган „Програмна декларация на Турското националноосвободително движение в България”, в т. ІІІ. Основни задачи на ТНОДБ, Б. Форми на политическа борба, се предвижда като задача „Организиране на митинги и демонстрации (походи) за освобождаване на задържаните народолюбци и членове на ТНОДБ.”
Колкото и да е странно за една противодържавна организация, като се афишира, тя не цели придобиване на автономия или отцепване на територии и присъединяване към Турция, защото счита, че хората, чиито интереси защитава са много по-близки с българите, отколкото с анадолските турци и турската държава. Целите ѝ са възстановяване на арабско-турските имена, ислямски обичаи и изяви на традиционен език и култура и да бъдат признати за малцинство. Не е ясно доколко е използвана от турските и българските служби да прокарване на техните цели.
Мястото на Доган в организацията е спорно. Сали Ахмед и Емин Хамди, участници в организацията, твърдят, че той не е сред нейните основатели, а се присъединява към организацията и я оглавява през 1986 г., „като по-образован“. Според ДПС, по това време той „основава нелегална организация във връзка с насилствената смяна на имената на турците в България.“ През 1992 г. бившият висш служител на разузнаването Радослав Райков заявява, че Ахмед Доган е внедрен в организацията, а след това е осъден, заедно с други нейни ръководители, за да му бъде изградена легенда с оглед на бъдещо прехвърляне на разузнавателна работа в Турция.